# 莊子注
《庄子注》是魏晋之际思想家向秀、郭象的著作。
《晋书·向秀传》记载向秀作《庄子注》，郭象在此基础上，述而广之，别为一书。《晋书·郭象传》记载向秀作《庄子注》，《秋水》、《至乐》二篇未竟而卒。郭象注此二篇，修改《马蹄》一篇。其余各篇只是点定文句。宣传万物在神秘境界中自生自化，反对贵无和崇有为主要内容，提出名教即自然、安分自得、变化自信、遗知而知、无可无不可等观点。